# Литвин Микита Васильович
Мики́та Васи́льович Литви́н (*1900, Головківка (Чигиринський район) —†1992, там само) — педагог, заслужений вчитель УРСР.

## Життєпис
Народився 1900 року в селі Головківка Чигиринського району Черкаської області.
Закінчив Черкаське педагогічне училище, Київський педагогічний інститут.
Учасник Другої світової війни.
Після звільнення в запас в період з 1947 по 1952 роки працював директором Головківської середньої школи.
З 1952 року — директор Чигиринського технікуму бухгалтерського обліку, пізніше директор Чигиринської школи-інтернату.
Повернувся на посаду директора сільської школи, де пропрацював до 1966 року.
Помер 1992 року в рідному селі.